# Championnats du monde masculins de vélo trial 20 pouces
Pour les articles homonymes, voir Trial (homonymie).
Le Championnat du monde de vélo trial 20 pouces masculin est une épreuve existant depuis 1986. Entre 2000 et 2015, le trial est intégré au programme des championnats du monde de VTT et de trial. Depuis 2017, les championnats du monde de vélo trial ont lieu lors des championnats du monde de cyclisme urbain.
Un championnat du monde réservé aux juniors (17 et 18 ans) est créé en parallèle.

## Palmarès élites[1]
| Lieu                     | Or                    | Argent                | Bronze                 |
| ------------------------ | --------------------- | --------------------- | ---------------------- |
| 1992 Lorca               | Alfonso Méndez        | Marc Terricabres      | Javier Calleja         |
| 1993 Val d'Isère         | Joël Gavillet         | Stephan Schlie        | Alfonso Méndez         |
| 1994 Zafra               | Jesús Hurtado         | Alfonso Méndez        | Stephan Schlie         |
| 1995 Kirchzarten         | Jesús Hurtado         | Christopher Noelle    | Gerd Merkel            |
| 1996 Zuoz                | Elias Bonet           | Alfonso Méndez        | Marc Verdaguer         |
| 1997 Avoriaz             | Michael Mesick        | Alfonso Méndez        | Daniel Cegarra         |
| 1998 Cartagena           | Juan Pedro García     | Daniel Cegarra        | Juan Antonio Linares   |
| 1999 Avoriaz             | Marco Hösel           | Juan Antonio Linares  | Milosz Grajewski       |
| 2000 Sierra Nevada       | Daniel Comas          | Marco Hösel           | Juan Antonio Linares   |
| 2001 Vail                | Rafal Kumorowski      | Marco Hösel           | Benito Ros Charral     |
| 2002 Kaprun              | Marco Hösel           | Juan Antonio Linares  | Peter Barták           |
| 2003 Lugano              | Benito Ros Charral    | Marco Hösel           | Vincent Hermance       |
| 2004 Les Gets            | Benito Ros Charral    | Marco Hösel           | Rafal Kumorowski       |
| 2005 Livigno             | Benito Ros Charral    | Marco Hösel           | Juan Daniel de la Peña |
| 2006 Rotorua             | Marco Hösel           | Carles Diaz Codina    | Benito Ros Charral     |
| 2007 Fort William        | Benito Ros Charral    | Carles Diaz Codina    | Daniel Comas           |
| 2008 Val di Sole         | Benito Ros Charral    | Rafal Kumorowski      | Sebastian Hoffmann     |
| 2009 Canberra            | Benito Ros Charral    | Rafal Kumorowski      | Loris Braun            |
| 2010 Mont Sainte-Anne    | Benito Ros Charral    | Abel Mustieles Garcia | Rick Koekoek           |
| 2011 Champéry,           | Abel Mustieles Garcia | Gilles Coustellier    | Théau Courtes          |
| 2012 Saalfelden Leogang, | Abel Mustieles Garcia | Vincent Hermance      | Ion Areitio            |
| 2013 Pietermaritzburg    | Abel Mustieles Garcia | Aurélien Fontenoy     | Benito Ros Charral     |
| 2014 Lillehammer-Hafjell | Benito Ros Charral    | Abel Mustieles Garcia | Raphael Pils           |
| 2015 Vallnord            | Abel Mustieles Garcia | Lucien Leiser         | Benito Ros Charral     |
| 2016 Val di Sole         | Abel Mustieles Garcia | Benito Ros Charral    | Ion Areitio            |
| 2017 Chengdu             | Abel Mustieles Garcia | Dominik Oswald        | Ion Areitio            |
| 2018 Chengdu             | Thomas Pechhacker     | Ion Areitio           | Dominik Oswald         |
| 2019 Chengdu             | Dominik Oswald        | Borja Conejos         | Ion Areitio            |
| 2020                     | Non disputé           | Non disputé           | Non disputé            |
| 2021 Vic                 | Borja Conejos         | Eloi Palau            | Alejandro Montalvo     |
| 2022 Abou Dabi           | Eloi Palau            | Alejandro Montalvo    | Borja Conejos          |
| 2023 Glasgow             | Alejandro Montalvo    | Borja Conejos         | Charlie Rolls          |
| 2024 Abou Dabi           | Alejandro Montalvo    | Borja Conejos         | Eloi Palau             |

## Palmarès juniors[1]
| Année                    | Or                    | Argent              | Bronze              |
| ------------------------ | --------------------- | ------------------- | ------------------- |
| 1992 Lorca               | Gabriel Villada       | Pere Esteve         | Juan Manuel Moreno  |
| 1993 Val d'Isère         | Jésus Hurtado         | Mikel Inorbe        | Dani Parramon       |
| 1994 Zafra               | Elias Bonet           | Iñigo Calleja       | Dani Parramon       |
| 1995 Kirchzarten         | Daniel Cegarra        | Dave Rollier        | Juan Franco Sanchez |
| 1996 Zuoz                | Marc Vinco            | Christian Weber     | Juan Pedro García   |
| 1997 Avoriaz             | Christian Weber       | Marco Hösel         | Gilles Borel        |
| 1998 Cartagena           | Marco Hösel           | Rafal Kumorowski    | Benito Ros Charral  |
| 1999 Avoriaz             | Marc-Amory Buteneers  | Kenny Belaey        | Rafal Kumorowski    |
| 2000 Sierra Nevada       | Kenny Belaey          | Simon Billmaier     | Michael Hampel      |
| 2001 Vail                | Kenny Belaey          | Simon Billmaier     | Stefan Moor         |
| 2002 Kaprun              | Gilles Coustellier    | Diego Barrio Roa    | Giacomo Coustellier |
| 2003 Lugano              | Diego Barrio Roa      | Gilles Coustellier  | Morgan Remy         |
| 2004 Les Gets            | James Hyland          | Ben Savage          | Felix Heller        |
| 2005 Livigno             | Ben Slinger           | Karol Serwin        | Marco Thomä         |
| 2006 Rotorua             | Marco Thomä           | Aurélien Fontenoy   | Matthias Mrohs      |
| 2007 Fort William        | Aurélien Fontenoy     | Eduard Planas Nuñez | Kévin Aglae         |
| 2008 Val di Sole         | Abel Mustieles Garcia | Loris Braun         | James Barton        |
| 2009 Canberra            | Abel Mustieles Garcia | Ion Areitio         | Roderique Timellini |
| 2010 Mont Sainte-Anne    | Ion Areitio           | Raphael Pils        | Marius Merger       |
| 2011 Champéry            | Raphael Pils          | Marius Merger       | David Hoffmann      |
| 2012 Saalfelden Leogang  | Raphael Pils          | Maxime Muffat       | Lucien Leiser       |
| 2013 Pietermaritzburg    | Bernat Seuba          | Thomas Pechhacker   | Alex Rudeau         |
| 2014 Lillehammer-Hafjell | Dominik Oswald        | Oriol Roca          | Alex Rudeau         |
| 2015 Vallnord            | Dominik Oswald        | Sebastian Ruiz      | Johan Buchwalder    |
| 2016 Val di Sole         | Eloi Palau            | Nicolas Vallée      | Samuel Hlavaty      |
| 2017 Chengdu             | Alejandro Montalvo    | Louis Grillon       | Domenec Lladó       |
| 2018 Chengdu             | Alejandro Montalvo    | Charlie Rolls       | Marti Aran          |
| 2019 Chengdu             | Charlie Rolls         | Toni Guillén        | Antonio Fraile      |
| 2020                     | Non disputé           | Non disputé         | Non disputé         |
| 2021 Vic                 | Martí Riera           | Loris Gonzalez      | Nil Benítez         |
| 2022 Abou Dabi           | Robin Berchiatti      | Nil Benítez         | Niilo Stenvall      |
| 2023 Glasgow             | Oliver Weightman      | Robin Berchiatti    | Niilo Stenvall      |
| 2024 Abou Dabi           | Travis Asenjo         | Guillaume Camus     | Victor Pérez        |